# Bordetella pertussis
Bordetella pertussis es una bacteria gramnegativa del género Bordetella. Fue descrita en el año 1952. Su etimología hace referencia a tos severa. Es un cocobacilo aerobio estricto, no productor de esporas, con fimbrias, capsulado, del género Bordetella. Bordetella pertussis es el agente responsable de la tos ferina. Al igual que B. bronchiseptica, es móvil y expresa estructuras similares a un flagelo.

## Hábitat
No se conoce ningún reservorio zoonóticos para B. pertussis, los humanos son los únicos huéspedes conocidos. Se alojan en el sistema respiratorio humano fijándose primeramente al epitelio ciliado del tracto respiratorio y después en los alvéolos pulmonares causando necrosis. La vía de contagio para la Bordetella pertussis es por medio de gotitas nasales de aerosol (gotas de Flügge), de persona a persona.

## Patogenia
El organismo se fija al tracto respiratorio por medio de adhesinas entre las cuales encontramos las siguientes:
- Hemaglutinina filamentosa
- Pertactina
- Toxina pertussis
- pilis

Tiene además toxinas que inhiben la síntesis de ADN en las células ciliadas. La toxina dermonecrosante produce parálisis de los cilios. La toxina pertussis es una exotoxina que altera el AMP y la adenilciclasa, produce una acumulación de AMPc, produce la excreción masiva de electrolitos y líquidos. Además produce sensibilización de histamina, produce secreción de insulina, bloquea células efectoras inmunes. El período de incubación es de 7 - 14 días.
Bordetella pertussis también produce un factor promotor de linfocitosis, que causa un aumento de linfocitos en los ganglios linfáticos, con un conteo sanguíneo de linfocitos por encima de 4000/μL en adultos y mayor a 8000/μL en niños.
B. pertussis crece lentamente en los medios de cultivo debido a sus grandes requisitos nutricionales. Habitualmente se emplea el medio complejo de Bordet-Gengou (agar-sangre-glicerina-patata).